# Gramophone Classical Music Awards
I Gramophone Classical Music Awards sono uno dei principali riconoscimenti tributati da parte dell'industria musicale classica, spesso definiti come gli Oscar per la musica classica. I vincitori sono selezionati ogni anno dai critici della rivista Gramophone e da vari componenti dell'industria tra cui rivenditori, radiofonici, direttori artistici e musicisti. I premi sono di solito attribuiti ogni anno in settembre e consegnati solennemente a Londra.

## Gramophone Award degli anni 2010

### 2013
- Artist of the Year - Alison Balsom
- Label of the Year - Decca
- Young Artist of the Year - Jan Lisiecki
- Lifetime Achievement - Julian Bream
- Special Achievement - Alain Lanceron
- Baroque Instrumental - Froberger, D'Anglebert, Fischer, Couperin, Clérambault, Muffat, ...pour passer la mélancolie, Andreas Staier (Harmonia Mundi, HMC902143)
- Baroque Vocal - Johann Sebastian Bach, Bach Motets, Monteverdi Choir, Sir John Eliot Gardiner (Soli Deo gloria, SDG 716)
- Chamber - Béla Bartók, Sonatas for Violin and Piano, 1 & 2; Sonata for Solo Violin, Barnabás Kelemen, Zoltán Kocsis (Hungaroton, HSACD32515)
- Choral - Edward Elgar, The Apostles, solisti; Hallé Choir, Youth Choir and Orchestra, dir. Sir Mark Elder (Hallé, CDHLD 7534)
- Concerto (Recording of the Year) - Bartók, Eötvös, Ligeti, Violin Concertos, Patricia Kopatchinskaja, HR-SO & Ensemble Modern, dir. Peter Eötvös (Naïve, V5285)
- Contemporary - Dutilleux Correspondances; Tout un Monde Lointain; The Shadows of Time, Barbara Hannigan, Anssi Karttunen, Orchestre Philharmonique de Radio France, dir. Esa-Pekka Salonen (Deutsche Grammophon, 479-1180]
- Early, A New Venetian Coronation, Gabrieli Consort & Players, dir. Paul McCreesh (Signum, SIG CD287)
- Instrumental - Modest Petrovič Musorgskij, Pictures at an Exhibition; Prokofiev, Visions fugitives, Five Sarcasms, Steven Osborne (Hyperion, CDA 67896)
- Opera - Giacomo Puccini, Il Trittico, Eva-Maria Westbroek, Ermonela Jaho, Lucio Gallo, Elena Zilio, Francesco Demuro; Chorus and Orchestra of the Royal Opera House, Covent Garden; dir. Antonio Pappano & Richard Jones (Opus Arte, OA1070D DVD)
- Orchestral - Josef Suk, Prague; A Summer's Tale, BBC Symphony Orchestra, dir. Jiří Bělohlávek (Chandos, CHAN 5109)
- Vocal - Richard Wagner, Arias, Jonas Kaufmann, Orch of the Deutsche Oper, dir. Donald Runnicles (Decca, 478 5189)

### 2012
- Artist of the Year - Joseph Calleja
- Label of the Year - Naïve Records
- Young Artist of the Year - Benjamin Grosvenor
- Lifetime Achievement - Claudio Abbado
- The Piano Award - Murray Perahia
- Special Historic Award - Bedřich Smetana, Ma vlast, Czech Philharmonic Orchestra, dir. Václav Talich (historical Norwegian Radio recording in Nazi-occupied Prague on 5 June 1939, remastering producer Matouš Vlčinský) (Supraphon, SU40652)
- Baroque Instrumental - Johann Sebastian Bach, Orchestral Suites, Freiburg Baroque Orchestra, Petra Mullejans, Gottfried van der Goltz (Harmonia Mundi)
- Baroque Vocal (Record of the Year) - Heinrich Schütz, Musicalische Exequien, Vox Luminis, Lionel Meunier (Ricercar, RIC311)
- Chamber - Robert Schumann, Complete works for piano trio, Christian Tetzlaff (vn), Tanja Tetzlaff (vc), Leif Ove Andsnes (pf) (EMI Classics, 094180-2)
- Choral - Herbert Howells, Howells Requiem. St Paul's Magnificat and Nunc dimittis, Choir of Trinity College, Cambridge, dir. Stephen Layton (Hyperion, CDA 67914)
- Concerto - Ludwig van Beethoven, Alban Berg, Violin Concertos, Isabelle Faust, Orchestra Mozart, dir. Claudio Abbado (Harmonia Mundi, HMC 902105)
- Contemporary - Einojuhani Rautavaara, Percussion Concerto, Cello Concerto No 2, Modificata, Colin Currie (perc), Truls Mørk (vc) Helsinki PO, dir. John Storgards (Ondine, ODE 1178-2)
- DVD Documentary - Music makes a city, a film by Oswald Brown III; Jerome Hiler (Harmonia Mundi, 8.11063)
- Early  - Tomás Luis de Victoria, Sacred works, Ensemble Plus Ultra, Michael Noone (Archiv Produktion, 4779747)
- Historic - Fryderyk Chopin, Etudes, Opp 10 & 25 (1960), Maurizio Pollini (Testament, SBT 1473)
- Instrumental - Fryderyk Chopin, Franz Liszt, Maurice Ravel, Piano works, Benjamin Grosvenor (Decca)
- Opera - Ludwig van Beethoven, Fidelio, Stemme; Kaufmann; Lucerne Festival Orchestra, dir. Claudio Abbado (Decca, 478 2551DH2)
- Orchestral - Bohuslav Martinů, Symphonies, BBC Symphony Orchestra, dir. Jiři Bĕlohlávek (Onyx, 4061)
- Recital - Arias for Guadagni, Iestyn Davies (controtenore), Arcangelo, dir. Jonathan Cohen (Hyperion, CDA67924)
- Solo Vocal - Songs of War, Simon Keenlyside (bar), Malcolm Martineau (pf) (Sony Classical, 88697 94424-2)

### 2011
- Artist of the Year - Gustavo Dudamel, direttore d'orchestra
- Specialist Classical Chart - Miloš Karadaglić – The Guitar
- Label of the Year - Wigmore Hall Live
- Young Artist of the Year - Miloš Karadaglić
- Special Achievement - The Bach Cantata Pilgrimage (su etichetta Soli Deo Gloria)
- Lifetime Achievement - Dame Janet Baker, mezzo-soprano
- Music in the Community Award - The Cobweb Orchestra
- Baroque Instrumental, Carl Philipp Emanuel Bach, Harpsichord Concertos, Andreas Staier; Freiburg Baroque, dir. Petra Müllejans (Harmonia Mundi, HMC 902083/84)
- Baroque Vocal - Georg Friedrich Händel, Apollo e Dafne, La Risonanza, dir. Fabio Bonizzoni (Glossa, GCD 921527)
- Chamber - Antonín Dvořák, String Quartets Op. 106 & 96, Pavel Haas Quartet (Supraphon, SU 40382)
- Choral - Edward Elgar, The Kingdom, Claire Rutter; Susan Bickley; John Hudson; Iain Paterson; Hallé Choir & Orchestra, dir. Sir Mark Elder (Hallé, CDHLD 7526)
- Concerto - Claude Debussy, Fantaisie, Maurice Ravel, Piano Concertos, Jules Massenet, Piano works, Jean-Efflam Bavouzet; BBC Symphony Orchestra, dir. Yan Pascal Tortelier (Chandos, CHSA 5084)
- Contemporary - Harrison Birtwistle, Night's Black Bird, Hallé Orchestra, dir. Ryan Wigglesworth (NMC,  NMCD156)
- DVD Documentary - Carlos Kleiber. Traces to Nowhere, a film by Eric Schultz (Arthaus, 101553)
- DVD Performance - Giuseppe Verdi, Don Carlo, Soloists; Chorus and Orchestra of the Royal Opera House, Covent Garden, dir. Antonio Pappano (EMI Classics, 6316099)
- Early Music - Alessandro Striggio, Mass in 40 Parts. Messa "Ecco sì beato giorno", I Fagiolini, dir. Robert Hollingworth (Decca, 4782734)
- Historic - Gustav Mahler, Cooke, Symphony No 10, Philharmonia Orchestra e London Symphony Orchestra, dir. Berthold Goldschmidt (Testament, SBT 31457)
- Instrumental - Johannes Brahms, Handel Variations. Piano works, Op 118 & 119, Murray Perahia (Sony Classical, 88697727252)
- Opera - Gioachino Rossini, Ermione, Geoffrey Matchell Choir; London Philharmonic Orchestra, dir. David Parry (Opera Rara,  ORC42)
- Orchestral - Dmitrij Šostakovič, Symphony No 10, Royal Liverpool Symphony Orchestra, dir. Vasilij Ėduardovič Petrenko (Naxos, 8572461)
- Recital - Verismo Arias, Jonas Kaufmann; Chorus and Orchestra of the Santa Cecilia Academy, Rome; dir. Antonio Pappano (Decca, 4782258)
- Solo vocal - Benjamin Britten, Songs & Proverbs of William Blake, Gerald Finley; Julius Drake (Hyperion, CDA 67778)
- Editor's Choice - Gioachino Rossini, Stabat Mater, Netrebko; Santa Cecilia Orchestra & Choir, dir. Antonio Pappano (EMI Classics, 6405292)

## Gramophone Award degli anni 2000

### 2004
- Early Music Orlando Gibbons Consorts for viols, Phantasm (Avie)
- Concerto Edvard Grieg and Robert Schumann Concerti per pianoforte Leif Ove Andsnes / Berliner Philharmoniker / Mariss Jansons (EMI)
- Opera e Record of the Year Mozart Le nozze di Figaro

Soloists; Collegium Vocale Gent; Concerto Köln / René Jacobs
Harmonia Mundi HMC90 1818/20
- Artist of the Year Magdalena Kožená
- Lifetime Achievement London Symphony Orchestra
- Special Achievement Peter Alward
- Baroque Vocal Antonio Vivaldi Vespri Solenni per la Festa dell'Assunzione di Maria Vergine Soloists, Concerto Italiano / Rinaldo Alessandrini (Naïve Opus 111)
- Historic Reissue Ernest Chausson, Claude Debussy, Henri Duparc, Maurice Ravel Mélodies Gérard Souzay (baritone), Jacqueline Bonneau (piano), Orchestre de la Société des Concerts du Conservatoire / Edouard Lindenberg (Testament)
- Orchestral Arnold Bax The Symphonies, BBC Philharmonic Orchestra / Vernon Handley (Chandos Records)
- Label of the Year Telarc
- Classic fM Listeners' Choice Bryn Terfel

### 2003
- Record of the Year Schumann String Quartets Nos 1 & 3 - Zehetmair Quartet (Thomas Zehetmair e colleghi)
- Artist of the Year Marin Alsop
- Lifetime Achievement Award Leontyne Price
- Editor's Choice Simon Trpčeski
- Classic fM Listener's Choice Cecilia Bartoli
- Special Achievement Award Vernon Handley
- Label of the Year Harmonia Mundi

### 2002
- Record of the Year and Orchestral Saint-Saëns, Complete Works for Piano and Orchestra, Stephen Hough/City of Birmingham Symphony Orchestra/Sakari Oramo (Hyperion)
- Baroque Instrumental Biber, Violin Sonatas Nos 2, 3, 5 & 7. Nisi Dominus. Passacaglia, Sonnerie/Thomas Guthrie (ASV Gaudeamus)
- Baroque Vocal Monteverdi, Selva morale e spirituale, Cantus Cölln / Concerto Palatino / Konrad Junghänel (Harmonia Mundi)
- Chamber Beethoven, Tre quartetti per violino, Rasumovsky, Op 59. String Quartet in E flat, 'Harp', Op 74, Takács Quartet (Decca)
- Choral Schoenberg, Gurrelieder, Schoenberg Gurrelieder Karita Mattila / Anne Sofie von Otter / Thomas Moser / Philip Langridge / Thomas Quasthoff / Berlin Radio Chorus / MDR Radio Chorus, Leipzig / Ernst Senff Choir / Berliner Philharmoniker / Sir Simon Rattle (EMI)
- Concerto Saint-Saëns, Opera completa per pianoforte e orchestra, Stephen Hough / City of Birmingham Symphony Orchestra / Sakari Oramo (Hyperion)
- Contemporary Birtwistle, Pulse Shadows, Claron McFadden / Arditti Quartet / Nash Ensemble / Robert de Leeuw (Teldec)
- Early Music Luca Marenzio, Madrigali, Il Concerto Italiano / Rinaldo Alessandrini (Opus 111)
- Instrumental Grieg, Lyric Pieces–excerpts, Leif Ove Andsnes (EMI)
- Opera Berlioz, Les Troyens, Ben Heppner / Michelle DeYoung / Petra Lang / Sara Mingardo / Peter Mattei / Stephen Milling / Kenneth Tarver / Toby Spence / Orlin Annastassov / Tigran Martirossian / Isabelle Cals / Alan Ewing / Guang Yang / Andrew Greenan / Roderick Earle / Bülent Bezd (LSO Live)
- Vocal Chaminade, Mots d'amour, Anne Sofie von Otter / Bengt Forsberg / Nils-Erik Sparf / Peter Jablonski (DG)
- Recital Gluck, Italian Arias, Cecilia Bartoli / Akadema für Alte Musik, Berlin / Bernhard Forck (Decca)
- Editor's Choice R Strauss, Four Last Songs, Soile Isokoski / Berlin Radio Symphony Orchestra / Marek Janowski (Ondine)
- Debut Recording Jonathan Lemalu canta canzoni di Brahms, Fauré, Finzi etc, Jonathan Lemalu / Roger Vignoles (EMI Debut)
- DVD John Adams, El Niño, Dawn Upshaw / Lorraine Hunt Lieberson / Willard White / Maîtrise de Paris Children's Choir / London Voices / Theatre of Voices / Deutsches Symphony Orchestra, Berlin / Kent Nagano / Peter Sellars (Stage director) / Peter Maniura (Video director) (ArtHaus Musik)
- Artist of the Year Maxim Vengerov
- Lifetime Achievement Mirella Freni

### 2001
- Artist of the Year - Cecilia Bartoli
- Lifetime Achievement - Victoria de los Ángeles
- Retailer of the Year - Bath Compact Discs
- Classic FM People's Choice Award - Giuseppe Verdi, Verdi Heroines, Angela Gheorghiu (soprano); Giuseppe Verdi Symphony Orchestra, Milan, dir. Riccardo Chailly (Decca)
- Debut Recording - Claude Debussy, Dutilleux, Maurice Ravel, String Quartets, Belcea Quartet (EMI Classics)
- Editor's Choice - Georg Frideric Händel, Rinaldo, David Daniels e Cecilia Bartoli; Academy of Ancient Music, dir. Christopher Hogwood (L'Oiseau-Lyre)
- Baroque Instrumental - Johann Sebastian Bach, Partitas, BWV 825-30, Trevor Pinnock (Hänssler Classic)
- Baroque Vocal - Johann Sebastian Bach, St. Matthew Passion, Christoph Prégardien (tenore); Matthias Goerne (baritono); Christine Schäfer e Dorothea Röschmann (soprani); Bernarda Fink e Elisabeth von Magnus (contralti); Michael Schade e Markus Schäfer (tenori); Dietrich Henschel e Oliver Widmer (bassi); Vienna Boys' Choir; Arnold Schoenberg Choir; Concentus Musicus Wien, dir. Nikolaus Harnoncourt (Teldec)
- Chamber - Ralph Vaughan Williams, String Quartets Nos 1 & 2. Phantasy Quintet, Maggini Quartet con Garfield Jackson (viola) (Naxos)
- Choral - Benjamin Britten, Sacred and Profane; A.M.D.G.; Five Flower Songs; Old French Carol; Choral Dances from "Gloriana", Polyphony, dir. Stephen Layton (Hyperion)
- Concerto - Arnold Schönberg, Piano Concerto, Mitsuko Uchida (pf); Cleveland Orchestra, dir. Pierre Boulez (Philips Classics)
- Contemporary - Pierre Boulez, Anthèmes 2; Messagesquisse; Sur incises, Ensemble InterContemporain, dir. Pierre Boulez (Deutsche Grammophon)
- DVD - Hector Berlioz, La damnation de Faust, Vesselina Kasarova e Willard White; Staatskapelle Dresden, dir. Sylvian Cambreling (ArtHaus Musik)
- Early Music - Carlo Gesualdo, Il quarto libro di madrigali, La Venexiana, dir. Claudio Cavina (Glossa)
- Instrumental - Johann Sebastian Bach, Goldberg Variations, Murray Perahia (Sony Classical)
- Opera - Jules Massenet, Manon, Angela Gheorghiu e Roberto Alagna; Chorus and Simphony Orchestra of La Monnaie, dir. Antonio Pappano (EMI Classics)
- Orchestral (Record of the Year) - Ralph Vaughan Williams, A London Symphony e George Butterworth, The Banks of Green Willow, London Symphony Orchestra, dir. Richard Hickox (Chandos Records)
- Recital - French Arias, Roberto Alagna; Orchestra of the Royal Opera House, Covent Garden, dir. Betrand de Billy (EMI Classics)
- Vocal - Love Songs, Magdalena Kožená (mezzo soprano) e Graham Johnson (pf) (Deutsche Grammophon)

### 2000
- Artist of the Year - Antonio Pappano
- Lifetime Achievement - Carlo Bergonzi
- Special Achievement - Richard Wagner, Il crepuscolo degli dei, Chorus and Orchestra of the Bayreuth Festival, dir. Hans Knappertsbusch (Testament)
- Retailer of the Year - HMV 150 Oxford Street & Bath Compact Discs
- Classic FM People's Choice Award - Giuseppe Verdi, Verdi Heroines, Angela Gheorghiu (soprano); Giuseppe Verdi Symphony Orchestra, Milan, dir. Riccardo Chailly (Decca)
- Baroque Instrumental - Giovanni Antonio Pandolfi Mealli, Violin Sonatas Op. 3 Nos. 1-6; Op. 4 Nos. 1-6, Andrew Manze, Richard Egarr (Harmonia Mundi)
- Baroque Vocal - George Frideric Handel, Acis and Galatea, Les Arts Florissants, dir. William Christie (Erato)
- Chamber - Dmitri Shostakovich, Complete String Quartets (Nos 1-15), Quartetto Emerson (Deutsche Grammophon)
- Choral - Lili Boulanger, Faust et Hélène. D'un matin de printemps. D'un soir triste. Psaume 130, "Du fond de l'abîme" Psaume 24, City of Birmingham Symphony Chorus, dir. Yan Pascal Tortelier (Chandos)
- Concerto - Franz Joseph Haydn, Piano Concertos Nos 3, 4 & 11, Norwegian Chamber Orchestra. dir. Leif Ove Andsnes (EMI Classics)
- Contemporary - Elliott Carter, Symphonia: sum fluxae pretium spei; Clarinet Concerto, BBC Symphony Orchestra, dir. Oliver Knussen (Deutsche Grammophon)
- Early Music - William Byrd, Complete Keyboard Works, Davitt Moroney (clavicembalo) (Hyperion)
- Instrumental - Leopold Godowsky, The Complete Studies on Chopin's Etudes, Marc-André Hamelin (pf) (Hyperion)
- Opera - Karol Szymanowski, King Roger. Symphony No 4 "Symphonia concertante", Op 60, Leif Ove Andsnes (pf); City of Birmingham Simphony Youth Chorus; City of Birmingham Simphony Chorus; City of Birmingham Simphony Orchestra. dir. Simon Rattle (EMI Classics)
- Orchestral (Record of the Year) - Gustav Mahler, Sinfonia N. 10 in Fa diesis, Berliner Philharmoniker, dir. Simon Rattle (EMI Classics)
- Recital - Giuseppe Verdi, Verdi Heroines, Angela Gheorghiu (soprano); Giuseppe Verdi Symphony Orchestra, Milan, dir. Riccardo Chailly (Decca)
- Vocal - Barbara Bonney, Diamonds in the Snow. Nordic songs, musiche di Alfvén, Grieg, Sibelius, Sjöberg and Stenhammar, Antonio Pappano (pf) (Decca)

## Gramophone Award degli anni 1990

### 1999
- Artist of the Year - Martha Argerich
- Lifetime Achievement - Isaac Stern
- Special Achievement - Philip's Great Pianists of the 20th Century
- Editor's Choice - Naxos's British music series
- Baroque Instrumental - Jacquet de la Guerre, The Complete Harpsichord Suites, Carole Cerasi (Metronome)
- Baroque Vocal - Alessandro Scarlatti, Il primo omicidio, Akademie für Alte Musik Berlin, dir. René Jacobs (Harmonia Mundi)
- Chamber - Robert Schumann, Trio per pianoforte, Florestan Trio (Hyperion)
- Concerto - Fryderyk Chopin, Piano Concertos Nos. 1 & 2, Martha Argerich (pf); Orchestre symphonique de Montréal, dir. Charles Dutoit (EMI Classics)
- Contemporary - Tōru Takemitsu, Quotation of Dream, London Sinfonietta, dir. Oliver Knussen (Deutsche Grammophon)
- Early Music - Guillaume Dufay, Missa Sancti Jacobi, The Binchois Consort, dir. Andrew Kirkman (Hyperion)
- Instrumental - Arcadi Volodos, Live at Carnegie Hall (Sony Classical)
- Opera (Record of the Year) - Antonín Dvořák, Rusalka, Czech Philharmonic Orchestra, dir. Charles Mackerras (Decca)
- Orchestral - Anton Bruckner, Sinfonia No. 4, Berliner Philharmoniker, dir. Günter Wand (RCA Victor)
- Recital - Renée Fleming, I Want Magic!, Metropolitan Opera Orchestra, dir. James Levine (Decca)
- Solo Vocal - Ludwig van Beethoven, Songs, Stephan Genz (baritono), Roger Vignoles (piano) (Hyperion)
- 20th-Century Chamber - Elliott Carter, Quartetti per violino, Arditti Quartett (Auvidis)
- 20th-Century Concerto - Maurice Ravel, Concerti per pianoforte, Krystian Zimerman (pf); Cleveland Symphony Orchestra, dir. Pierre Boulez (Deutsche Grammophon)
- 20th-Century Instrumental - Luciano Berio, Sequenzas, Ensemble InterContemporain (Deutsche Grammophon)
- 20th-Century Opera - Carl Nielsen, Maskarade,  Danish National Royal Synphonic Orchestra and Choir, dir. Ulf Schirmer (Decca)
- 20th-Century Orchestral - Edgard Varèse, Complete Orchestral Works, Asko Ensemble; Royal Concertgebouw Orchestra, dir. Riccardo Chailly (Decca)
- 20th-Century Vocal - Hanns Eisler, The Hollywood Songbook,  Matthias Goerne (bar); Eric Schneider (pf) (Decca)

### 1998
- Artist of the Year - Riccardo Chailly
- Lifetime Achievement - Menahem Pressler
- Best-selling disc - James Horner, Titanic Original Soundtrack (Sony Classical)
- Editor's Choice - Thomas Adès, "Living Toys", London Sinfonietta, dir. Markus Stenz; Endellion Quartet e altri (EMI Classics "Debut")
- Baroque Non-Vocal - Jean Philippe Rameau, Overtures, Les Talens Lyriques, dir. Christophe Rousset (L'Oiseau-Lyre)
- Baroque Vocal - Claudio Monteverdi, Ottavo Libro Dei Madrigali, Concerto Italiano, dir. Rinaldo Alessandrini (Opus 111)
- Chamber - Béla Bartók, String quartets, Takacs Quartet (Decca)
- Choral (Record of the Year) - Frank Martin, Mass, Ildebrando Pizzetti, Messa di Requiem, Westminster Cathedral Choir, dir. James O'Donnell (Hyperion)
- Concerto - Samuel Barber, Ernst Bloch, William Turner Walton, Violin Concertos, Joshua Bell (vl), Baltimore Symphony Orchestra, dir. David Zinman (Decca)
- Contemporary - Harrison Birtwistle, The Mask of Orpheus, Andrew Davis, Martyn Brabbins, Birtwistle, soloists; BBC Singers; BBC Symphony Orchestra, dir. Andrew Davis & Martyn Brabbins (NMC)
- Early Music - Canciones and Ensaladas, Ensemble Clément Janequin, dir. Dominique Visse (Harmonia Mundi)
- Early Opera - Jean-Philippe Rameau, Les fêtes d'Hébé, Les Arts Florissants Chorus and Orchestra, dir. William Christie (Erato)
- Film Music - Kenneth Alwyn, The Ladykillers, Royal Ballet Sinfonia, dir. Kenneth Alwyn (Silva Screen)
- Instrumental - Stephen Hough, Mompou (Hyperion)
- Music Theatre - Kander & Ebb, Chicago, Broadway Cast, dir. Rob Fisher (RCA Victor)
- Opera - Gioachino Rossini, Il Turco in Italia, Coro e Orchestra del teatro La Scala di Milano, dir. Riccardo Chailly (Decca)
- Orchestral - Béla Bartók, The Miraculous Mandarin, Hungarian Radio Chorus; Budapest Festival Orchestra, dir. Iván Fischer (Philips Classics)
- Solo Vocal - Robert Schumann, Liederkreis, Op.24; Dichterliebe, Op.48 & 7 Lieder, Ian Bostridge e Julius Drake (EMI Classics)